# SimilarWeb
SimilarWeb Ltd. 是一家总部位于以色列吉夫阿塔伊姆的软件和数据公司，专门从事网络分析、网络流量和性能，并为公司和商业个人提供数据。该公司除了总部以外，還在全球设有 12 个办事处。 
SimilarWeb.com（西米勒网络）免费提供网站排名和竞争性数据分析的網路平台。该網路平台依据（包括网站/行動应用程式的流量和用户参与度在内的）大数据分析技术进行工作。其用户只需输入網域名稱，就可以评估相应网站的人气，并实时监控该网站的表现；进而掌握行业竞争对手的动态，以期提高用户自身的網路流量和市场占有率。
SimilarWeb于2021年5月在纽约证券交易所正式上市。

## 公司历史
SimilarWeb.com是由SimilarWeb有限责任公司开发的。企业家Or Offer先生于2009年创建了该公司，他本人最初从事相似度搜索产品的开发，后来以这些早年的产品为雏形，通过不断改进开发出公司目前的产品和解决方案。SimilarWeb目前的用户遍及世界范围内200多个国家。截止到2014年，该公司用户每天浏览的网页数量达到了20多亿。2013年9月，由N Brown集团主席David Alliance爵士牵头，Moshe Lichtman先生和Docor国际投资集团参与，公司完成了350万美元的第二轮扩张融资计划。 2014年2月南非传媒巨头Naspers通过第三轮扩张融资， 继续向SimilarWeb注入资金， 以帮助SimilarWeb实现全球化扩张和提高国际竞争力。 其后不到一个月，作为其发展战略的一部分，SimilarWeb收购了以色列新创公司Tapdog。 2014年4月， SimilarWeb的网站排名超越了Alexa.com。
2021年4月15日，AI驱动的数据分析为企业提供网站流量解决方案提供商SimilarWeb向SEC提交了申请，计划通过首次公开募股筹集至多1亿美元。SimilarWeb Ltd.计划在纽约证券交易所上市，股票代码SMWB。J.P. Morgan, Citigroup, Barclays and Jefferies是该交易的联合账簿管理人。

2023 年 2月14 日，Similarweb 公布 2022 财年总收入为 1.932 亿美元，年度经常性收入 (ARR) 超过 2 亿美元。
2024 年 3 月，Similarweb 收购 Admetricks 以扩展其广告智能产品.

## 技术
SimilarWeb使用网络爬虫自动程序帮助中小型企业 (SMB)，以月为单位分析数以百万计的网站信息和全球范围内的匿名用户浏览数据。 此外，SimilarWeb还使用其标签系统，为互联网上的每个网站建立一个行业相关性标签。 为实现这一功能，该系统综合评估了多种要素。其中包括：语义分析， 网站结构， 站点元数据， 公共信息， 超链接文本分析， 域名解析， 以及一种可以自动决定互联网站点类型的网站相似度分析引擎。

## 其他产品

### SimilarWeb Pro
进行网站深度分析的软件服务平台。 与主要被用于网站访问量和网站排名分析的SimilarWeb.com相比， SimilarWeb PRO同时提供深度统计分析， 进而帮助客户更好地了解相关网站的市场策略和访问量变化趋势。

#### 网站分析
分析结果。 用户仅需输入域名信息，就可以获取该网站的访问量， 网站排名， 访问来源， 访问者地理分布， 主要上游推介站点， 和高频搜索关键词信息。

#### 产业分析
产业分析则通过某一特定产业的视角， 提供行业相关网站的访问量分析。 帮助用户掌握产业内的顶级站点， 最重要的上游访问推介来源， 和产业内指向该站点的高频搜索关键词信息。

#### 移动应用分析
这项新增的功能发布于2014年4月，目前仍处于第二阶段测试期。 这项功能提供来自Google play和iTunes商店的移动应用软件的统计分析， 其中包括店内和店外的上游访问推介来源，以及高频搜索关键词数据。

#### 应用程序接口
SimilarWeb向某些应用程序接口公开其数据， 从而允许其他开发者将SimilarWeb的访问量， 用户参与度和 其它技术指标整合到其它的软件产品和应用之中。

## 其他服务

### 热门网站
一项由SimilarWeb.com网站提供的免费服务， 其功能是显示任意指定国家和/或领域的前50位的热门网站。 SimilarWeb PRO也提供类似的免费服务， 区别在于其用户可以免费获得任意指定国家和/或领域的前100位的热门网站。

### 浏览器插件
该网络浏览器扩展插件将浏览器当前页的网站排名， 访问来源， 和相关站点等信息直接显示给用户作为参考。

## 排行以及流量测量
Similarweb 根据流量和参与度指标对网站和应用程序进行排名。其排名是根据收集的数据集计算的，并每月根据新数据进行更新。该排名系统涵盖 190 个国家/地区的 210 个类别的网站和应用程序，旨在评估网站的受欢迎程度和增长潜力。该公司根据流量和参与度数据对网站进行排名，并根据下载、安装和活跃用户数据对 App Store (iOS/iPadOS) 和 Google Play 商店中的应用程序进行排名。 Similarweb 的分析与 Google Analytics 的分析相当（尽管通常较低)。

## 收购
2015 年 12 月 10 日，Similarweb 宣布收购硅谷移动智能初创公司 Quettra，以增强其移动业务。
2021 年 11 月，Similarweb 收购了“Embee”以扩展其移动用户数据集。 
2022 年 5 月，Similarweb 收购了“RankRanger”，将其产品扩展到 SEO 行业。 
Rank Ranger 提供关键字排名跟踪服务和高级 API，这些服务和高级 API 已添加到 Sametime 现有的 SEO 工具中，以创建更全面的套件。

## 获得奖项
- 2020 九月, - 2020 HFM European Technology Award for Best Alternative Data Provider.2
- 2021 十一月, HedgeWeek Americas award for Best Alternative Data Provider.3
- 2022 三月, HedgeWeek European award for Best Alternative Data Provider.4
- 2022 四月, SHFM European Services Award for Best Data Provider.5 1 原稿: https://ir.similarweb.com/news/press-releases/detail/71/similarweb-announces-fourth-quarter-2022-results 2 原稿: https://events.bizzabo.com/226137/page/1540458/winners#:~:text=The%20HFM%20European%20Technology%20Awards,over%20the%20past%2012%20months 3 原稿: https://awards.hedgeweek.com/americas-awards-2021 4 原稿: https://awards.hedgeweek.com/european-awards 5 原稿: https://awards.withintelligence.com/hfmeuropeanservicesawards2023/en/page/winners

- Alexa Internet
- 最受欢迎网站列表
- .   [2014-08-18]. （原始内容存档于2014-08-17）.
- .   [2014-08-18]. （原始内容存档于2014-05-25）.
- .   [2014-08-18]. （原始内容存档于2014-08-21）.
- .   [2014-08-18]. （原始内容存档于2014-08-21）.